# Torre del silencio

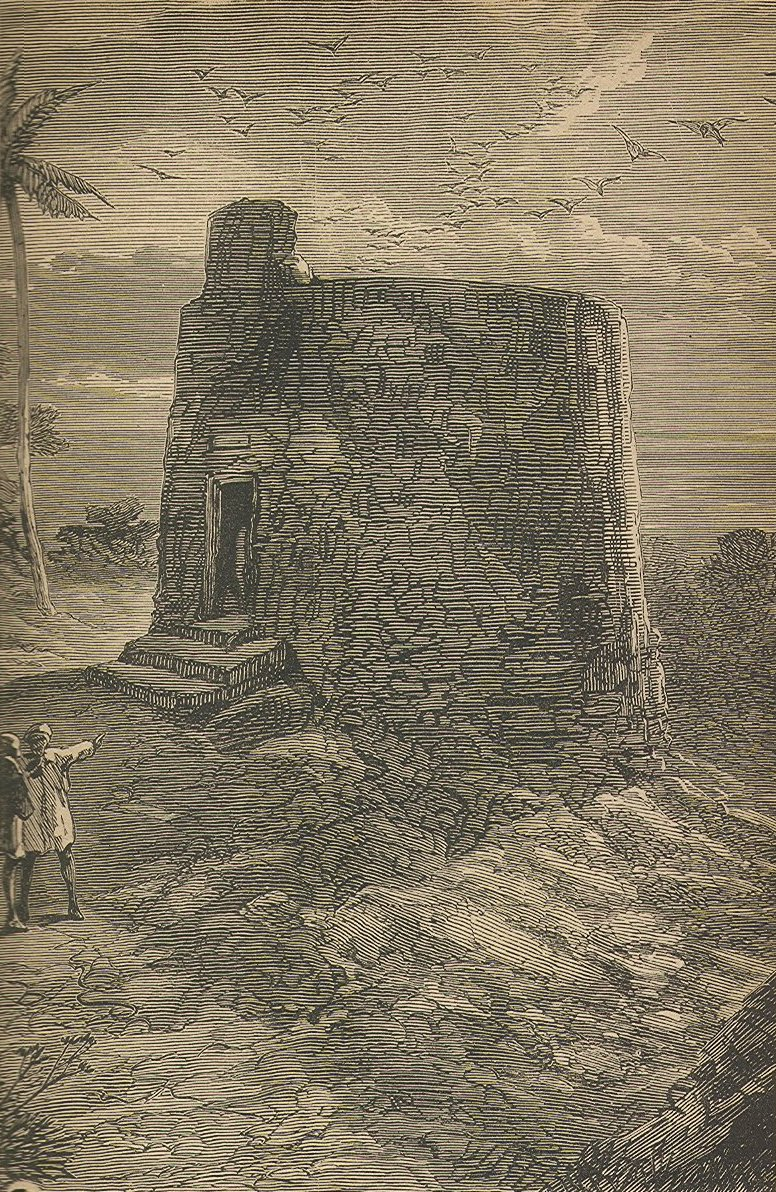
Un dibujo del de las torres del silencio de Bombay.

Las torres del silencio (también conocidas como dakhma, dokhma o doongerwadi) son edificios funerarios de la religión zoroástrica, ubicados principalmente en Bombay, India, pertenecientes a los parsi, y en Yazd y Kermán en Irán, pertenecientes a los zoroastristas iraníes.
La religión zoroástrica considera al cadáver humano como un elemento impuro, por lo que está prohibido permitir que estos contaminen a los elementos clásicos de tierra y fuego. Por esta razón los cuerpos son llevados a las torres del silencio, donde su carne es consumida por los buitres. Una vez que los huesos toman el color blanco, por la intervención del sol y del viento, son arrojados al osario ubicado en la parte central del edificio.

## Zoroastrismo iraní
En la tradición zoroastriana iraní, las torres del silencio son construidas en la cima de colinas o pequeñas montañas en zonas desérticas distantes de centros poblados. A comienzos del siglo XX los seguidores de esa fe abandonaron esta tradición y comenzaron a sepultar a sus muertos en cementerios, e incluso algunos han llegado a cremarlos.
El avesta habla sobre ceremonias funerarias, pero no así los gathas.

## Parsis

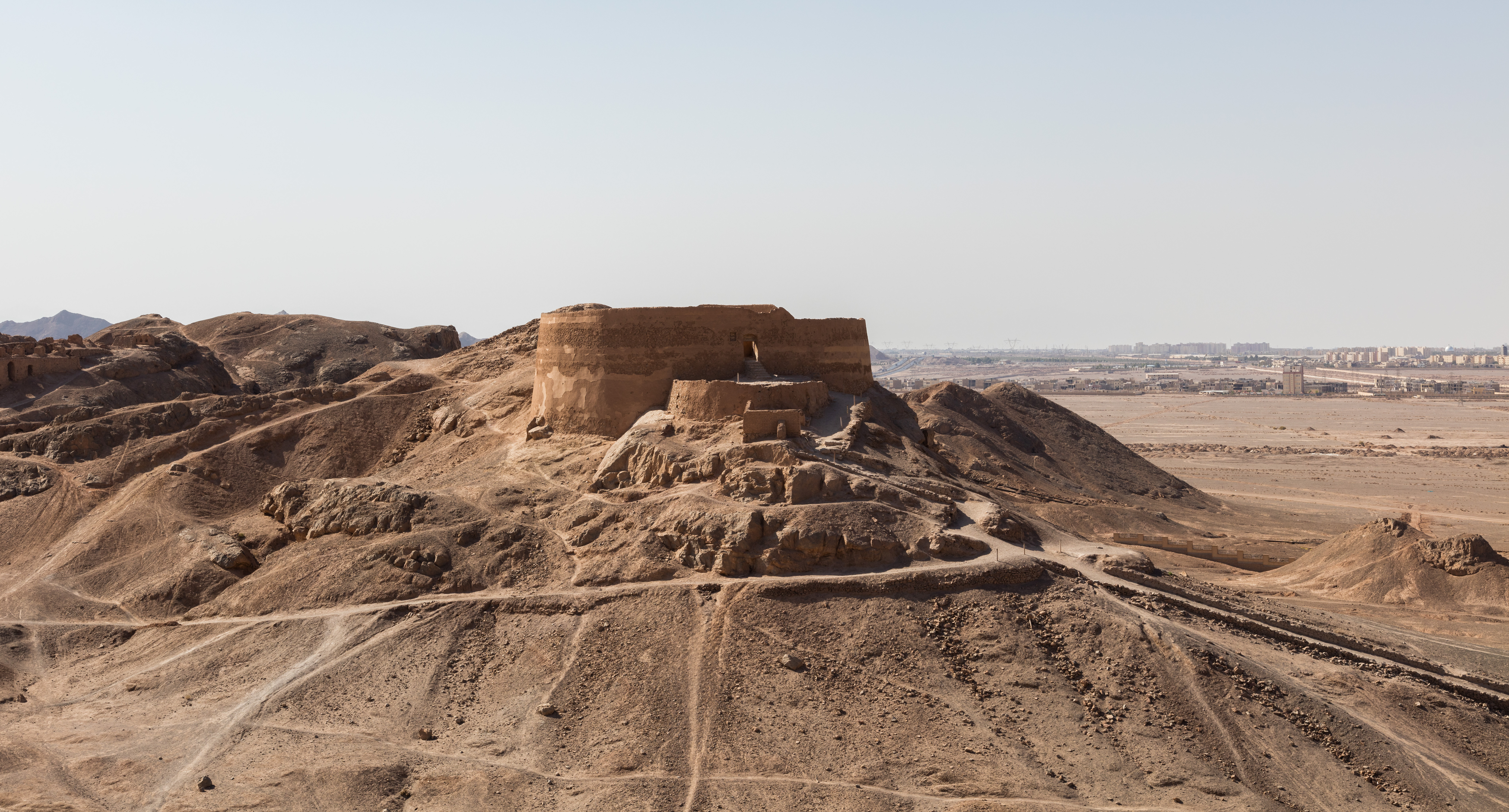
Torres del silencio a las afueras de la ciudad iraní de Yazd.

Dentro de la tradición de los parsis, las torres son edificios achatados rodeados por bosques y jardines, a los cuales solo tienen acceso unos pocos y elegidos cargadores o portadores de los cuerpos. Los cuerpos son depositados en estas torres en cada uno de los tres círculos que la componen: en la parte externa los hombres, en la central las mujeres y en la más céntrica los niños.
En los últimos años se ha producido un grave descenso en la población de buitres en la India, producto del uso de diclofenaco, medicamento utilizado en mamíferos para reducir el dolor (incluido el ser humano). Esta sustancia se acumula en el cuerpo como parte normal del tratamiento, y cuando el buitre consume el cuerpo del mamífero, el diclofenaco ingresa de forma indirecta al organismo del buitre, provocándole un fallo renal. El uso del diclofenaco fue prohibido en India a partir del 2005 como medida para protección del ave; de hecho, la disminución de la población de buitres ha originado que se clasifiquen como una especie sumamente vulnerable. Esto ha llevado a las comunidades parsis a considerar seriamente la posibilidad de llevar a cabo planes de reproducción asistida de estos animales con el fin de poder continuar con sus ritos funerarios.